# Combourgeoisie

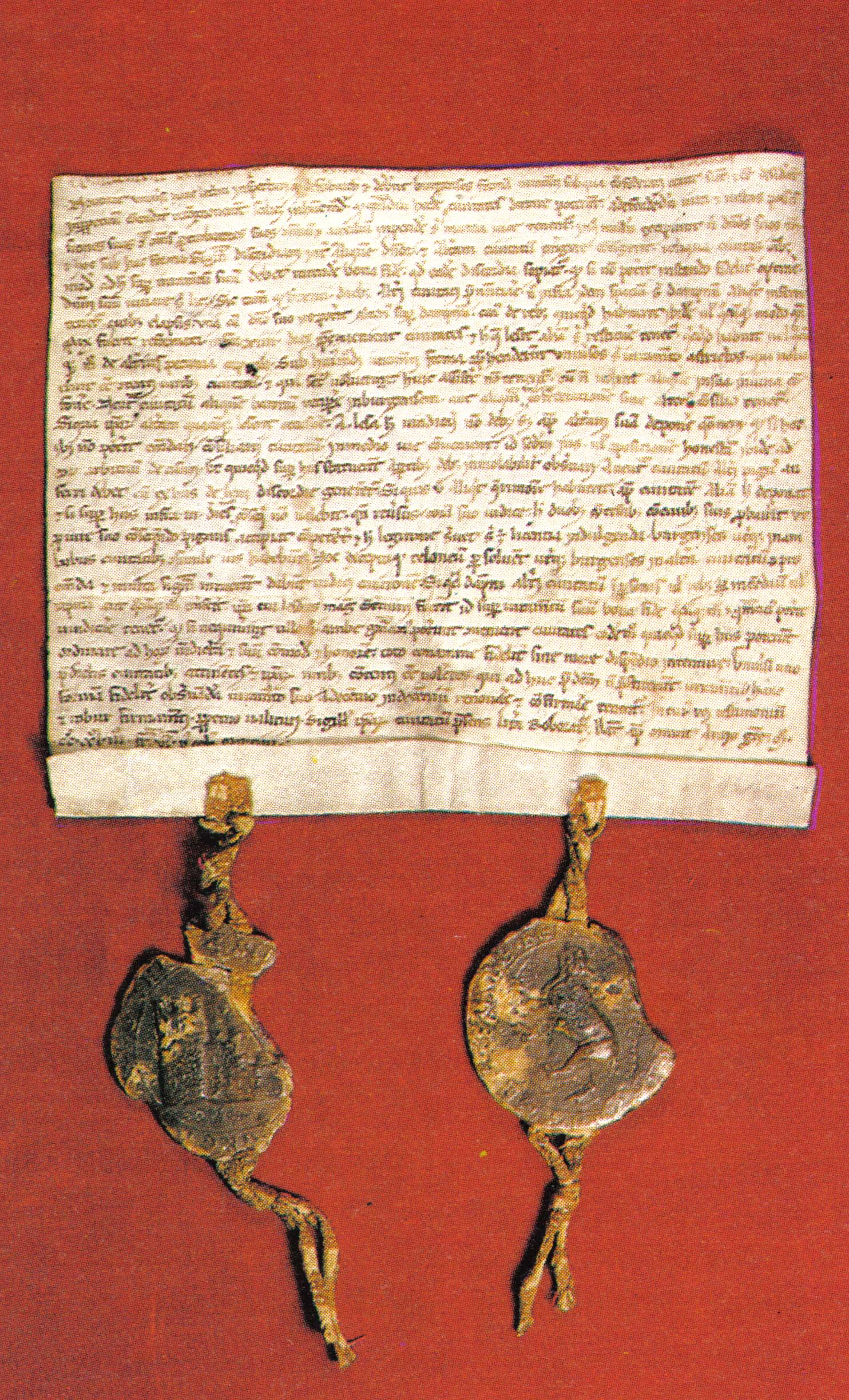
Traité de combourgeoisie de 1243 entre les villes de Berne et Fribourg.

Au Moyen Âge, une combourgeoisie (en allemand : Burgrecht) est un traité temporel ou perpétuel par lequel une ville étend son droit de cité à une autre entité géographique, soit aux villages qui l'entourent, soit à une autre ville ou à un couvent.

## Histoire et étymologie
La notion de combourgeoisie (dont le mot vient du latin comburgensis est tout d'abord utilisée pour la première fois vers l'an 1000 pour désigner la citoyenneté romaine avant de prendre son sens actuel au XIIIe siècle sur le territoire de la Suisse actuelle. La première occurrence reconnue du terme « conburgensis » date de 1330. En allemand, le terme Landrecht (traduit en français par l'expression droits territoriaux) est également utilisé lorsque le traité implique un territoire qui n'est pas une ville ou une seigneurie

## Forme juridique
Présentés sous la forme d'un parchemin muni des sceaux et signatures des différentes parties, un traité de combourgeoisie détaille généralement précisément les limites du traité ainsi que les réserves faites, en particulier sur des traités ou alliances conclues antérieurement par l'une ou l'autre des parties et qui ont prédominance sur le nouveau traité. Ces réserves s'appliquent en particulier aux obligations offensive et/ou défensive    d'assistance militaire réciproque. Si la plupart des traités sont conclus pour une durée illimitée, certains sont toutefois limités temporellement soit selon une durée fixée (10 ou 15 ans renouvelable), soit jusqu'à la mort de l'un des signataires.
Techniquement, les traités de combourgeoisie sont généralement un prélude au rattachement (volontaire ou non) de la plus petite entité à la plus grande. Ainsi, à la suite de tels traités, des territoires seront progressivement inclus dans la Confédération suisse comme nouveaux cantons dans le cas de Fribourg, Soleure ou Schaffhouse ou comme alliés pour Bienne, Genève, le Haut-Valais ou les Grisons. Par exemple, la ville de Saint-Gall va passer de combourgeois à allié avant d'être finalement admis comme nouveau canton le 13 juin 1454.

## Les combourgeoisies suisses

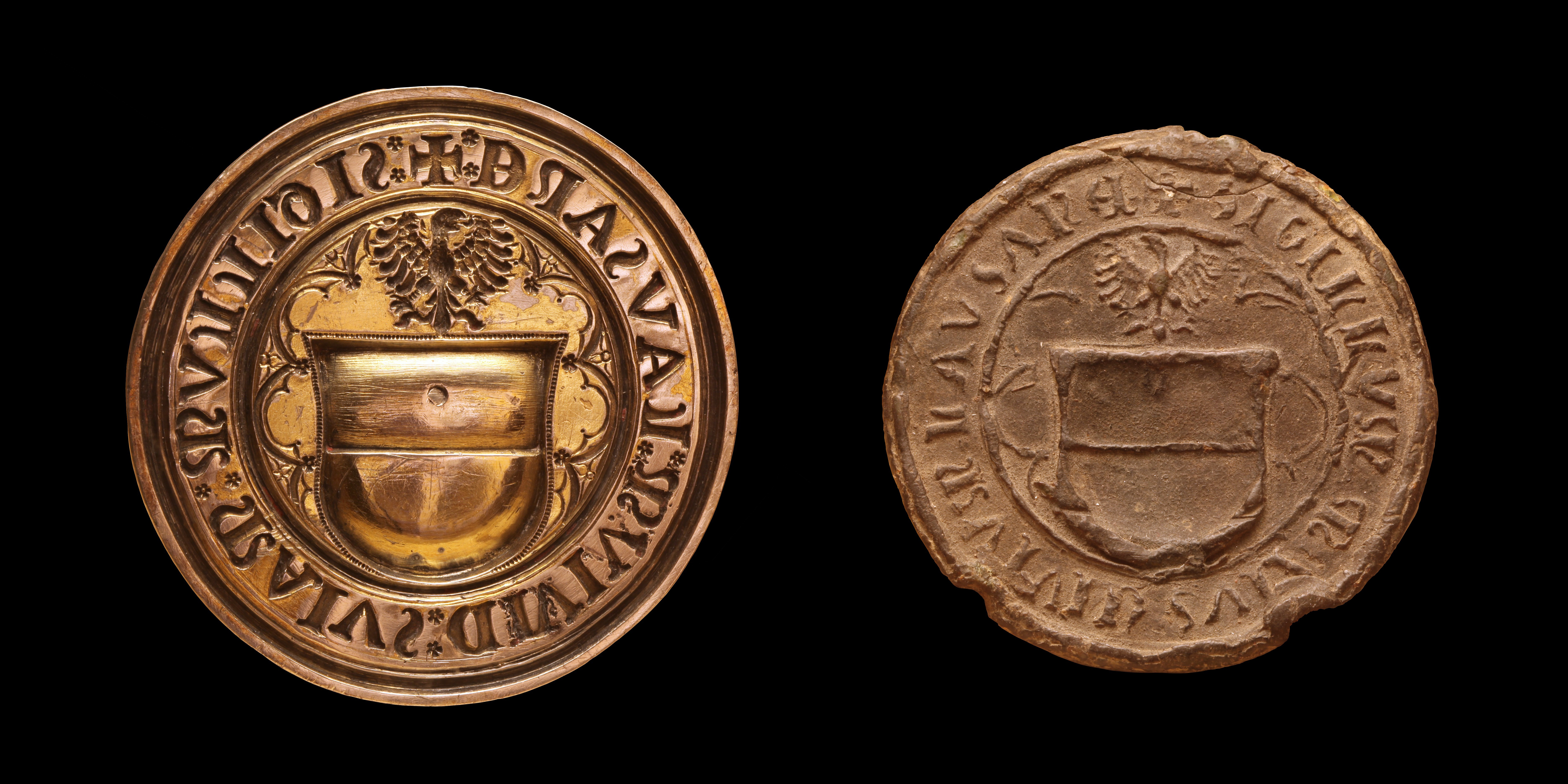
Sceau du traité de combourgeoisie signé entre Lausanne, Berne et Fribourg le 7 décembre 1525.

Au début du XVIe siècle, les premiers cantons de Suisse centrale utilisent la combourgeoisie pour augmenter leur influence sur des territoires adjacents soit en leur offrant une quasi-égalité de traitement comme dans le cas d'Urseren par le canton d'Uri ou d'Arth par le canton de Schwytz, soit en les prenant complètement sous leur domination, comme c'est le cas de Schwytz avec Appenzell en 1403 et Einsiedeln en 1414 ou d'Uri et d'Obwald avec la Léventine en 1403
La combourgeoisie est par la suite largement utilisée par les villes du plateau suisse à partir du début du XVe siècle : Bâle accorde sa combourgeoisie à la prévôté de Moutier-Grandval dès 1406 alors que Soleure en fait autant avec le Landeron en 1449. 
C'est cependant la ville de Berne qui va en faire le plus large usage : successivement Bienne en 1344, l'Erguël en 1352, Soleure en 1345, Valangin et la Gruyère en 1401, Fribourg en 1403, et enfin Neuchâtel en 1406 vont se voir offrir des traités de combourgeoisie. Auparavant, la ville bernoise avait déjà conclu de tels traités avec les communautés du Hasli et de Gessenay, avec les évêchés de Sion, Bâle et Lausanne ainsi qu'avec les villes de Morat, d'Avenches et de Payerne. Enfin, le 17 juin 1466, les villes de Berne et de Soleure offrent un traité de combourgeoisie doublé d'un traité militaire à celle de Mulhouse, alors menacée par les visées habsbourgoises. Ce réseau d'alliances dont la ville de Berne représente le centre a été appelé la « Confédération bourguignonne » par les historiens.
Le 23 mai 1477, les villes de Zurich, Berne, Lucerne, Fribourg et Soleure signent un traité de « combourgeoisie perpétuelle » sous la forme d'une alliance offensive et défensive dans le but d'initier une réflexion au sein de la Confédération des VIII cantons sur le remplacement des nombreux traités antérieurs par une alliance générale et commune. Cette alliance, source d'une importante crise au sein de la Confédération des XIII cantons, est dissoute par la Diète fédérale en 1481 par le convenant de Stans.
Après la signature, en 1525, d'un traité de combourgeoisie entre Lausanne, Berne et Fribourg, c'est au tour de Genève de signer un même traité avec les deux villes suisses le 8 février 1526 sous l'influence des Eidguenots, parti politique genevois favorable à un rapprochement de Genève avec la Confédération des XIII cantons pour échapper à la menace d'invasion causée par le duc Charles III de Savoie. Ce traité sera renouvelé avec Berne le 7 août 1536 puis en 1584 ; dans ce dernier cas, la ville de Zurich remplace celle de Fribourg qui, restée fidèle au catholicisme, refuse de renouveler le traité avec la « Rome protestante »
Au sein de la Confédération suisse, le réseau extrêmement dense des traités de combourgeoisie est une des raisons de plusieurs conflits armés, tels quel la guerre de Berthoud en 1382, celle de Sempach en 1386 ou encore l'ancienne guerre de Zurich en 1440. À la suite de ces événements, les combourgeoisies vont progressivement disparaitre au cours du XVIe siècle, bien que de nouvelles « combourgeoisies chrétiennes » soient encore conclues de 1527 à 1531 entre des villes du Sud de l'Allemagne et du Nord de la Suisse dans le but de défendre la nouvelle réforme protestante.